# First Step
First Step är Faces debutalbum från 1970. I USA krediterades skivan felaktigt Small Faces, efter en kommunikationsmiss mellan bandet och skivbolaget.

## Låtlista
Sida
1. "The Wicked Messenger" (Bob Dylan) – 4:05
2. "Devotion" (Lane) – 4:54
3. "Shake, Shudder, Shiver" (Lane, Wood) – 3:14
4. "Stone" (Lane) – 5:38
5. "Around the Plynth" (Stewart, Wood) – 5:56

Sida 2
1. "Flying" (Lane, Stewart, Wood) – 4:15
2. "Pineapple and the Monkey" (Wood) – 4:23
3. "Nobody Knows" (Lane, Wood) – 4:05
4. "Looking Out the Window" (Jones, McLagan) – 4:59
5. "Three Button Hand Me Down" (McLagan, Stewart) – 5:44

## Medverkande musiker
Musiker
- Kenney Jones – trummor
- Ronnie Lane – basgitarr, gitarr, sång, körsång
- Ian McLagan – piano, orgel, körsång
- Rod Stewart – sång, körsång, banjo
- Ronnie Wood – gitarr, munspel, körsång

Produktion
- Faces – musikproducent
- Martin Birch – ljudtekniker